# 장신 (언실)
장신(張信, ? ~ ?)는 명나라 초기 ~ 전기의 관료이자 군인으로, 자는 언실(彦實)이며, 개봉부 상부현(祥符縣) 사람이다. 성조의 대장 장옥의 조카로, 영국공 장보의 종형이다. 향시(鄕試)에 수석으로 급제하여 관직이 시랑(侍郞)에 이르렀으나, 종제 장보의 공적으로 과거 급제자 출신의 일반 문관에서 세습 무관으로 전업하였다.